# アクチノコラリア属
アクチノコラリア属（Actinocorallia）は真正細菌の放線菌門放線菌綱ストレプトスポランジウム目サーモモノスポラ科の属の一つである。

## 解説
属名は、ギリシャ語で「光線」を意味する名詞"aktis, aktinos (ἀκτίς, ἀκτῖνος)"と、ラテン語で「サンゴ」を意味する名詞"corallium"を組み合わせた造語であり、「サンゴに似た胞子体を形成する放線菌の微生物」を意味する。
グラム陽性且つ好気性で胞子と菌糸を形成する。栄養菌糸は分岐するが、断片化はしない。胞子は基質菌糸から発生し、胞子の先端に非運動性胞子による長い鎖が形成される。細胞壁はIII型組成（meso-2,6-ジアミノピメリン酸）である。全細胞糖パターンはC型（診断糖なし）である。ミコール酸は存在しない。脂肪酸プロファイルは１ａ型の脂肪酸パターン（直鎖飽和脂肪酸及び一価不飽和脂肪酸）。主なメナキノンはMK-9(H4)とMK-9(H6)である。リン脂質プロファイルはPII型(ホスファチジルエタノールアミンは有り、ホスファチジルコリンは無し、グルコサミン含有リン脂質は無し)である。ムラミン酸のN-アシルはアセチル型である。

## 種
アクチノコラリア属は9種で構成される（バソニムとシノニムも含む）。
- アクチノコラリア・アウランティアカ（Actinocorallia aurantiaca） ( (Lavrova & Preobrazhenskaya 1975) Zhang et al. 2001)

"aurantiaca"は新ラテン語で「オレンジ色の」を意味する女性形容詞であり、基質菌糸が金色であることに由来する。以前はアクチノマジュラ・アウランティアカ（Actinomadura aurantiaca）として扱われていた。
- アクチノコラリア・オーレア（A. aurea) ( Tamura et al. 2007 )

"aurea"はラテン語で「金色の」を意味する女性形容詞である。以前はSarraceniospora aureaとして扱われていた。
好気性、グラム陽性、非抗酸性であり、分枝するが断片化されない栄養菌糸を形成する。サンゴ状の胞子体の先端にて、直線状又は屈曲状の気中胞子の鎖が形成される。胞子は非運動性で短い桿状である（0.6～0.9×1.0～1.5μm）。栄養菌糸は、maltose-Bennett's寒天培地、酵母エキス-麦芽エキス寒天培地（ISP培地2）、無機塩-デンプン寒天培地（ISP培地4）、グリセロール-アスパラギン寒天培地（ISP培地5）、及びペプトン-酵母エキス-鉄寒天培地（ISP培地6）においては黄色を呈し、オートミール（ISP培地3）及びチロシン寒天培地（ISP培地7）においては灰色がかった白色を呈する。 気中胞子の塊は、酵母エキス-デンプン寒天培地、maltose-Bennett's寒天培地、1/4強度のISP培地2及びISP培地3において黄色を呈する。デンプンの加水分解、硝酸還元、及びゼラチンの液化の検定試験は陽性となる。ISP培地7では可溶性色素は確認されない。デンプンは弱く加水分解される。リンゴ酸カルシウムは不溶化する。牛乳の凝固・ペプトン化試験では陰性の結果となる。最適生育温度は20～30℃であり、37℃では生育するが、45℃以上では生育しない。4%以上の塩化ナトリウム濃度では生育しない。d-グルコース、l-ラムノース、d-キシロース、及びマルトースの利用能を持つ。 細胞壁ペプチドグリカンには診断用ジアミノ酸となるmeso-DAPが含まれており、全細胞糖には診断用糖となるマデュロースが含まれており、細胞壁はIII/B型である。主要な脂肪酸はC16:0、C18:1、10-メチルC18:0及びC17:1である。主要なメナキノンはMK-9(H4)、MK-9(H6)、及びMK-9(H8)である。主要な極性脂質は、ホスファチジルグリセロールとホスファチジルエタノールアミンである。DNAのGC含量は71～73mol%（HPLCで測定）である。タイプ株はNBRC 14752T（=DSM 44434T）である。この株及びNBRC 15120の16S rRNA遺伝子配列のGenBank/EMBL/DDBJアクセッション番号はそれぞれAB006177及びAB006160である。
- アクチノコラリア・カベルナエ（Actinocorallia cavernae) ( Lee 2006 )

"cavernae"はラテン語で「洞窟の」を意味する所有格名詞であり、韓国済州市の洞窟で単離されたことに由来する。
グラム陽性で、よく発達した分岐した非断片化された栄養菌糸体を形成する。気菌糸はISP2培地とISP4培地ではまばらとなるが、ISP3培地では豊富且つ灰色がかった白色を呈する。基質菌糸体は、ISP2培地ではオリーブ色、ISP3培地では濃い黄褐色、ISP4培地ではクリーム色を呈する。拡散性色素は産生されない。表面が平滑な胞子細胞は気菌糸体で形成され、直線的又は屈曲的な鎖を形成する。最適生育温度範囲は25～30℃であり、10℃以下又は37℃以上では生育は起こらない。生育pH範囲は5.1～10.1であり、pH 4.1以下では生育は発生しない。ヒポキサンチンとdl-チロシンの分解は観察されるが、エラスチンとキサンチンの分解は観察されない。エスクリン、カゼイン、デンプン、尿素の加水分解能は持つが、DNAは加水分解されない。ゼラチンの液化を行う。硫化水素は生成されない。硝酸は亜硝酸への還元能は持たない。塩化ナトリウムの非存在下で生育が起こるが、1～7%濃度では発生しない。l-アラビノース、d-アラビノース、d-セロビオース、d-フルクトース、d-ガラクトース、d-グルコース、d-ラクトース、マルトース、d-マンノース、d-メレジトース、l-ラムノース、d-リボース、サリシン、スクロース、 d-トレハロース及びd-キシロースを唯一の炭素源として利用する能力を持つが、イヌリン、メリビオース、メチル d-グルコシド、メチル d-マンノシド、d-ラフィノース、l-ソルボース、アドニトール、2,3-ブタンジオール、ズルシトール、メソエリスリトール 、グリセロール、ミオイノシトール、d-マンニトール、1,2-プロパンジオール、d-ソルビトール、d-キシリトールは利用できない。細胞壁はIII/C型（meso-ジアミノピメリン酸で、細胞壁に診断糖はない）である。ムラミン酸のN-アシルはアセチル型である。主要なメナキノンはMK-9(H4)とMK-9(H6)である。リン脂質パターンは PII型（ホスファチジルエタノールアミン、ジホスファチジルグリセロール、及びホスファチジルイノシトール）である。ミコール酸は存在しない。主要な細胞脂肪酸は、C16:0（25.9%）、C18:1（19.2%）、C17:0（11.7%）、10-メチルC18:0（ツベルクロステアリン酸、9.4%）、AI-C17:0（7.4%）及びC18:0（6.7%）である。DNAのGC含量は70.1 mol%である。
タイプ株はN3-7T（=JCM 13278T、=NRRL B-24429T）である。この株の16S rRNA遺伝子配列のGenBank/EMBL/DDBJアクセッション番号はAY966427である。
- アクチノコラリア・グロメラタ（Actinocorallia glomerata) ( (Itoh et al. 1996) Zhang et al. 2001 ; "glomerata"は、ラテン語で「球状に変形する」「密集する」を意味する動詞"glomerare"の女性分詞形容詞である。以前はアクチノマジュラ・グロメラタ（Actinomadura glomerata）として扱われていた[5]。
- アクチノコラリア・ヘルビダ（Actinocorallia herbida) ( Iinuma et al. 1994,  (タイプ種) )

"herbida"は「草のような」「草状の」を意味する女性形容詞であり、草状の気菌糸を形成することに由来する。
基質菌糸は象牙色又は淡い黄褐色であり、気菌糸は白色又は淡黄色である。可溶性色素は産生しない。デンプンの加水分解能を示す。硝酸の還元能は示さない。ゼラチンを液化しない。牛乳を凝固又はペプトン化しない。D-グルコース、D-フラクトース、スクロース、L-ラムノースの利用能はあるが、L-アラビノース、D-キシロース、イノシトール、ラフィノース、D-マンニトールの使用能は無い。3%の塩化ナトリウム濃度でも生育するが、5%以上では生育できない。抗生物質のリゾチームとセフスロジンに耐性を示すが、ゲンタマイシン、ノボビオシン、リファンピン、ストレプトマイシン、又はバンコマイシンに感受性を示す。生育温度範囲は12～38℃であり、至適範囲は24～32℃である。DNAのGC含量は73mol%である。基準株はIFO 15485 (= AL-50780)である。この株の16S rRNA遺伝子配列のGenBank/EMBL/DDBJアクセッション番号はD85473である。
- アクチノコラリア・リバノチカ（Actinocorallia libanotica） ( (Meyer 1981) Zhang et al. 2001 ) )

"libanotica"は、ラテン語で「レバノン」を意味する名詞"Libanus"に女性接尾辞"-tica"を組み合わせた造語であり、「レバノンに属する」を意味する女性形容詞であり、この細菌が単離された土壌サンプルが採取された土地に由来する。以前はアクチノマジュラ・リバノチカ（Actinomadura libanotica）として扱われていた。
- アクチノコラリア・ロンギカテナ (Actinocorallia longicatena) ( (Itoh et al. 1996) Zhang et al. 2001)

"longicatena"は、ラテン語で「長い」を意味する形容詞"longus"と、ラテン語で「鎖」を意味する女性名詞"catena"を組み合わせた造語であり、「長い鎖」を意味する女性名詞である。
- アクチノコラリア・ポプリ (Actinocorallia populi) (Li et al. 2018)

楕円形の胞子で長い直線状又は屈曲状の鎖に分化する気菌糸をよく発達させたグラム陽性菌である。ほとんどの鑑別培地でよく生育し、コロニーの色は培地によって異なる。いずれの鑑別培地においても、拡散性色素又はメラニンは検出されない。温度、pH、及びNaCl濃度の生育範囲は、それぞれ10～45℃、pH 6～11、及び0～3%(w/v)である。カタラーゼ及びオキシダーゼ陽性である。Tween 20の分解は観察されるが、Tween 60及びTween 80の分解は観察されない。硝酸還元及びゼラチン液化の試験については陽性であるが、セルロース及び尿素の分解、デンプンの加水分解、硫化水素の生成、牛乳の凝固及びペプトン化の試験については陰性である。唯一の炭素源として、セロビオース、d-ガラクトース、d-キシロース、グルコース、ラクトース、l-アラビノース、l-ラムノース、マルトース、スクロースを含むいくつかの化合物を利用できるが、d-フルクトース、d-ミオイノシトール、d-リボース、d-ソルビトール、ズルシトール、グリセロール、マンニトール、クエン酸ナトリウム又はデンプンは利用できない。唯一の窒素源として、クレアチン、l-アラニン、l-アルギニン、l-アスパラギン、l-アスパラギン酸、l-システイン、l-シスチン、l-ヒスチジン、l-フェニルアラニン、l-プロリン、l-セリン、l-スレオニン、l-チロシン、及びL-バリンを利用できるが、グリシン、L-リジン、又はL-メチオニンは利用できない。シプロフロキサシン、エリスロマイシン、ゲンタマイシン、カナマイシン、ノボビオシン、ノルフロキサシン、ポリミキシンB、ストレプトマイシン、テトラサイクリン、及びバンコマイシンに感受性を持つが、クロラムフェニコール、オキサシリン、ペニシリン、及びピペラシリンに耐性を持つ。ペプチドグリカンの診断用アミノ酸はメソジアミノピメリン酸であり、全細胞加水分解物にはグルコースとリボースが含有される。主要なメナキノンはMK-9(H4)とMK-9(H6)である。極性脂質には、ジホスファチジルグリセロール、ホスファチジルエタノールアミン、ホスファチジルイノシトールが含まれる。主要な細胞脂肪酸(>10%)は、C16:0、C16:1ω7c、及びC18:1ω9cである。
DNAのGC含量は71.5mol%である。タイプ株はA251T（=CGMCC 4.7421T、=JCM 32178T）である。この株の16S rRNA遺伝子配列のGenBank/EMBL/DDBJアクセッション番号はMF100123である。

## 歴史
- 1994年に武田薬品工業株式会社のIinumaらや公益財団法人発酵研究所(IFO)のYokotaらは、バンコクで採取した土壌サンプルから1992年に新種細菌としてアクチノコラリア・ヘルビダ（Actinocorallia herbida）を単離したことを報告し、新属としてたアクチノコラリア属を提案した[1]。
- 2001年に、サーモモノスポラ科の種間における16S rDNA、23S rDNA、及び16S-23S内部転写スペーサー(internal transcribed spacer: ITS)領域のヌクレオチド配列の比較解析がシンガポール国立大学のZhangによって行われた[5]。その結果、アクチノマジュラ・リバノチカ（Actinomadura libanotica）、アクチノマジュラ・アウランティアカ（Actinomadura aurantiaca）、アクチノマジュラ・グロメラタ（Actinomadura glomerata）及びアクチノマジュラ・ロンギカテナ（Actinomadura longicatena）（いずれもアクチノマジュラ属（Actinomadura））はアクチノコラリア属に移動させて、それぞれ、アクチノコラリア・リバノチカ（Actinocorallia libanotica comb. nov.）、アクチノコラリア・アウランティアカ（Actinocorallia aurantiaca comb. nov.）、アクチノコラリア・グロメラタ（Actinocorallia glomerata comb. nov.）及びアクチノコラリア・ロンギカテナ（Actinocorallia longicatena comb. nov.）に再分類された。
- 2006年に済州大学校のSoon Dong Leeは、済州島の自然洞窟で採取された土壌サンプルから新種細菌としてアクチノコラリア・カベルナエが発見されたことを報告した[9]。
- 2007年に製品評価技術基盤機構(NITE)のTamuraらは、‘Sarraceniospora aurea’(Furihata et al. 1989)がアクチノコラリア属であることを突き止め、アクチノコラリア・オーレアと命名したことを報告した[7]。
- 2018年に四川大学のLiらは、四川省双流県で採取されたPopulus adenopodaの根からアクチノコラリア・ポプリ（Actinocorallia populi）が発見されたことを報告した[16]。